# ناملوس
ناملوس (به آلمانی: Namlos) یک منطقهٔ مسکونی در اتریش است که در ناحیه رویت واقع شده‌است. ناملوس ۲۸٫۷۶ کیلومتر مربع مساحت دارد ۱٬۲۶۴ متر بالاتر از سطح دریا واقع شده‌است.